# Make It or Break It
A Make It or Break It amerikai televíziós sorozat, mely tinédzser tornászok mindennapjait követi a bajnokságoktól egészen az olimpiáig. Bemutatja edzéseiket, magánéletüket, családjukkal, edzőjükkel, szerelmükkel való kapcsolataikat. 2009. június 22-én volt először látható az ABC Family csatornán, amikor több mint 2,5 millióan nézték. 2010 júniusában kezdődött a második évad, hat hónap megszakítás után elkezdték forgatni a harmadik évadot, mely 2012 márciusában jelent meg. A sorozat producere Holly Sorensen, Paul Stupin és John Ziffren.

## Szereplők
- Payson Keeler (Ayla Kell): tornász
- Kaylie Cruz(Josie Loren): tornász
- Lauren Tanner(Cassie Scerbo):tornász
- Emily Kmetko(Chelsea Hobbs):tornász
- Sasha Belov(Neil Jackson):Volt román olimpiai bajnok, a lányok edzője.
- Kim Keeler(Peri Gilpin): Payson anyukája, az egyesületben dolgozik.
- Steve Tanner(Anthony Starke): Lauren apja, elvált.
- Summer Van Horne(Candace Cameron Bure): Steve Tanner titkárnője és titkos barátnője.
- Chloe Kmetko(Susan Ward): Emily anyja, egyedülállóként neveli Emilyt és mozgássérült öccsét.

## Történet
Payson, Kaylie, Lauren a három elit tornász, akik az ország egyik legjobb egyesületénél edzenek, a "Rocky Mountain Gymnastics Training Center"-ben Coloradóban, abban a reményben, hogy kijutnak a 2012-es olimpiára Londonba. A három lány évek óta legjobb barátnő és egyben csapat. Hozzájuk csatlakozik egy nap Emily, egy tornász, akit egy játszótéren végrehajtott improvizált gyakorlat alatt fedeztek föl. Az immár négy tornász életét felkavarja, amikor az edzőjük elhagyja őket, mert megzsarolták. Helyébe egy volt olimpiai bajnok lép, Sasha. Az olimpiáig vezető út csöppet sem zökkenőmentes, kiválóan kell szerepelniük a versenyeken, bajnokságokon, hogy bizonyítsák rátermettségüket, viszont a gyakorlatok kivitelezésének eredményessége nem marad a tornateremben, mindannyiuknak meg kell küzdeni akadályokkal. A sérülésekből föl kell épülni, étkezési rendellenességtől meg kell szabadulni, szerelmi csalódásból meg kell gyógyulni, a barátoknak össze kell tartaniuk és képesnek kell lenni megbocsátani még akkor is, ha ez nehezükre esik.  

## Évadok
Három évadból áll a sorozat, a harmadikat jelenleg is forgatják.

### Első évad
1. rész: Pilot
2. rész: Where's Marty
3. rész: Blowing Off Steam
4. rész: Sunday, Bloody Sasha, Sunday
5. rész: Like Mother, Like Daughter, Like Supermodel
6. rész: Between a Rock and a Hard Place
7. rész: Run, Emily, Run
8. rész: All's Fair in Love, War and Gymnastics
9. rész: Where's Kaylie?
10. rész: All That Glitters
11. rész: The Eleventh Hour
12. rész: Follow the Leader
13. rész: California Girls
14. rész: Are We Having Fun Yet?
15. rész: Loves Me, Loves Me Not
16. rész: Save the Last Dance
17. rész: Hope and Faith
18. rész: The Great Wall
19. rész: The Only Thing We Have to Fear
20. rész: Are We Family?

### Második évad
1. rész: Friends Close, Enemies Closer
2. rész: All or Nothing
3. rész: Battle of the Flexes
4. rész: And the Rocky Goes To...
5. rész: I Won't Dance, Don't Ask Me
6. rész: Party Gone Out of Bounds
7. rész: What Are You Made Of?
8. rész: Rock Bottom
9. rész: If Only...
10. rész: At the Edge of the Worlds
11. rész: The New Normal
12. rész: Free People
13. rész: The Buddy System
14. rész: Life Of Death
15. rész: Hungary Heart
16. rész: Season 2, Episode 16: Requiem for a Dream
17. rész: To Thine Own Self Be True
18. rész: Dog Eat Dog

### Harmadik évad
1. rész: Smells Like Winner
3. rész: It Takes Two